# Santa Maria la Major (Inca)

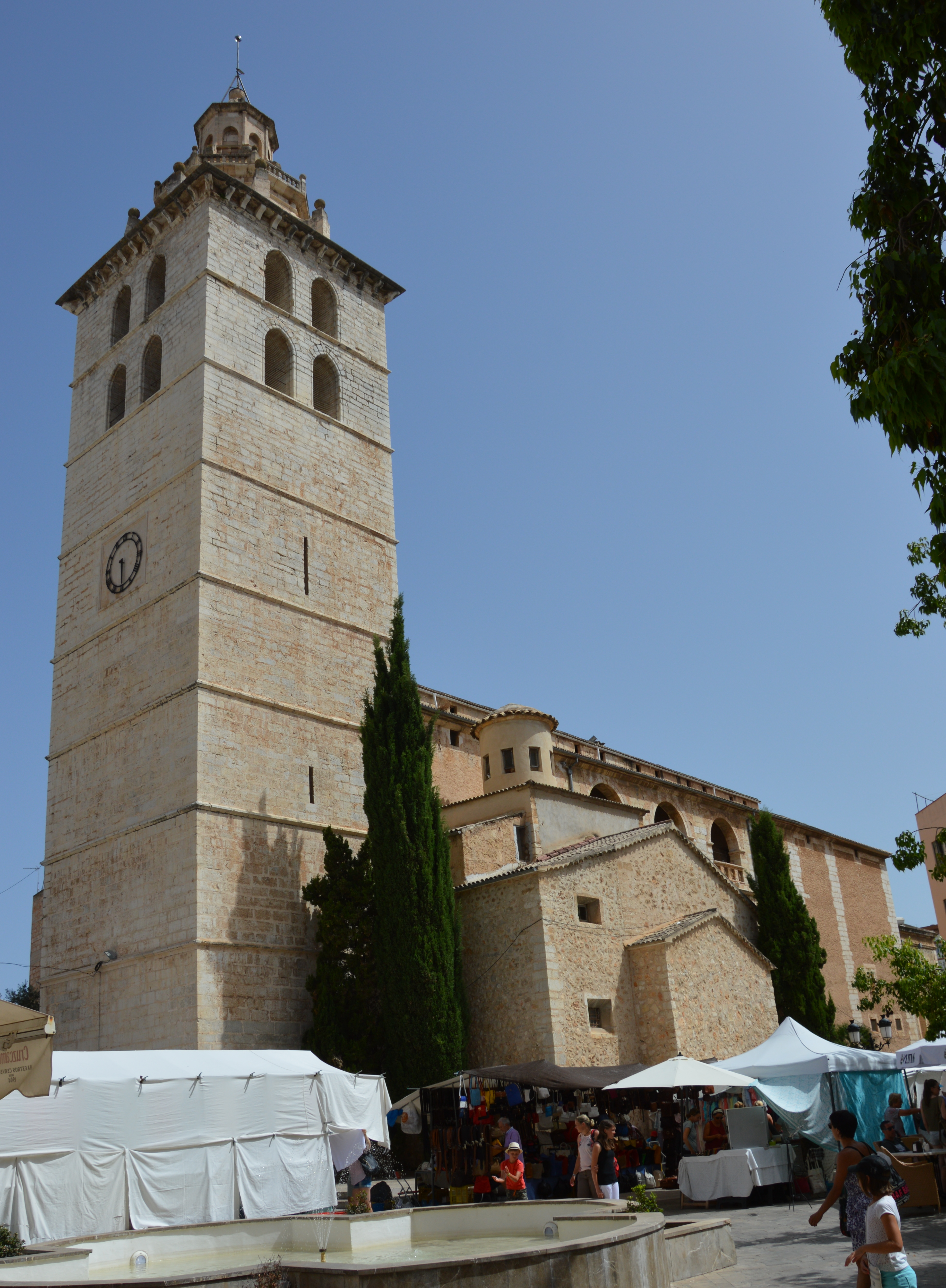
Santa Maria la Major

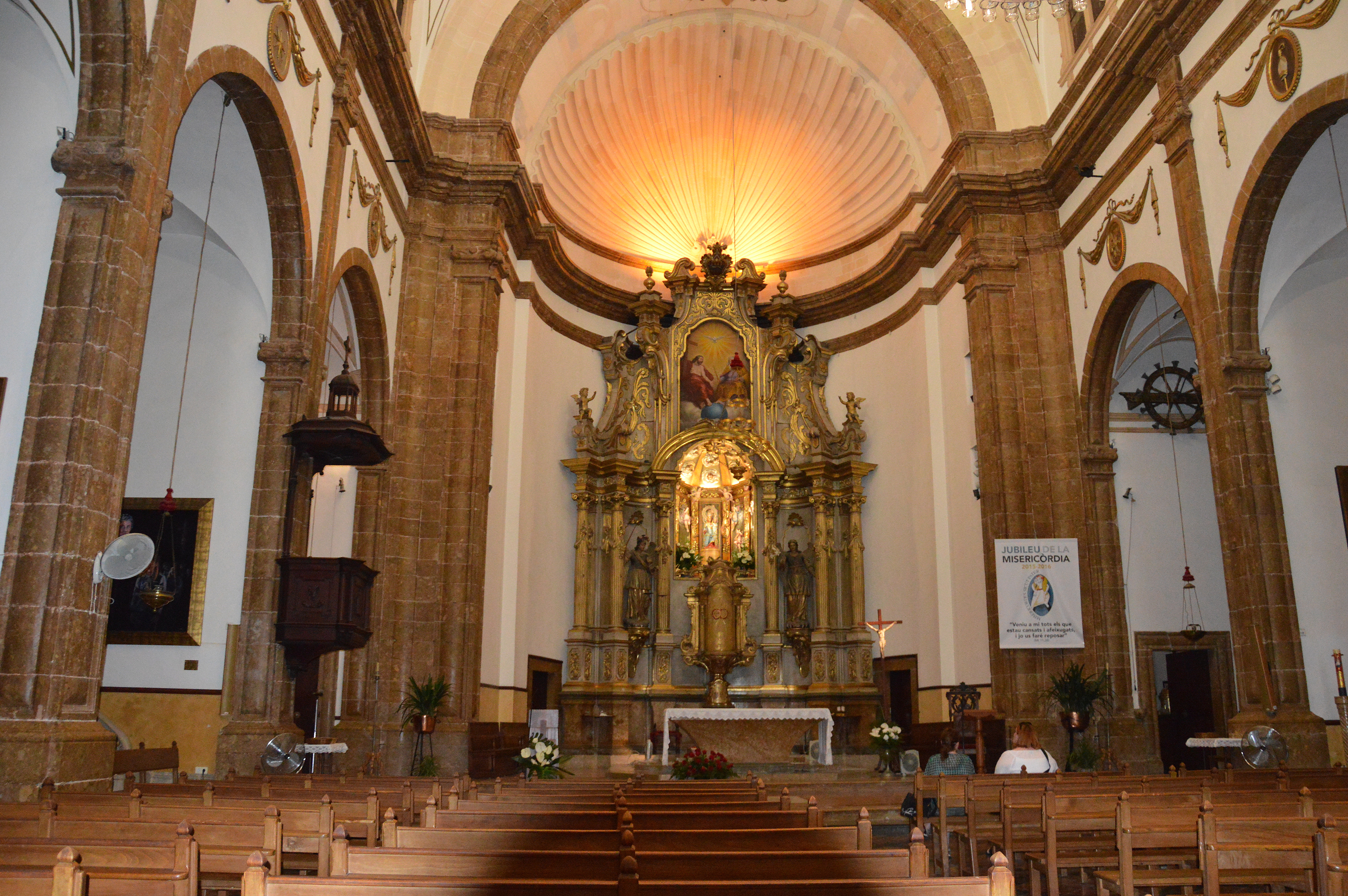
Inneres

Santa Maria la Major ist eine römisch-katholische Kirche in Inca auf der spanischen Mittelmeerinsel Mallorca.
Sie befindet sich im Ortskern von Inca an der Adresse Plaça d'Orient 36.

## Architektur und Geschichte
Eine erste Erwähnung der Pfarrkirche ist aus dem Jahr 1248 überliefert. Sie gehörte zum Templerorden. Die heutige Kirche ist der dritte Bau und entstand erst im 18./19. Jahrhundert. Die Fassade besteht aus mallorquinischem Sandstein und ist im Stil des Barock gestaltet.
Im Inneren der Kirche befindet sich seitlich des Eingangs eine Taufkapelle, mit dem 1373 von Joan Daurer geschaffenen Tafelbild Santa Maria la Major. Es ist das älteste Gemälde auf Mallorca, dessen Maler namentlich bekannt ist. In der Kapelle ist aus der ursprünglichen Kirche auch eine hölzerne Winde erhalten, mit der Ganzkörpertaufen von Neugeborenen durchgeführt werden konnten, ein Brauch der offiziell bereits 1250 abgeschafft wurde.
Die Kirche ist denkmalgeschützt und im örtlichen Denkmalverzeichnis unter der Nummer RI-51-0011599 registriert.